# Stepan Sarkisjan
Stepan Chalatovič Sarkisjan (in armeno Ստէփան Սարգսյան?; Shamut, 15 settembre 1962) è un ex lottatore armeno, fino al 1991 sovietico, specializzato nella lotta libera.

## Palmarès

### Olimpiadi
- 1 medaglia:
  - 1 argento (Seul 1988 nei 62 kg)

### Europei
- 1 medaglia:
  - 1 oro (Manchester 1988 nei 62 kg)

### Coppa del Mondo
- 2 medaglie:
  - 2 ori (Toledo 1984 nei 62 kg; Toledo 1989 nei 62 kg)

### Goodwill Games
- 1 medaglia:
  - 1 argento (Seattle 1990 nei 62 kg)